# Seagraves
Seagraves é uma cidade localizada no estado norte-americano do Texas, no Condado de Gaines.

## Demografia
Segundo o censo norte-americano de 2000, a sua população era de 2334 habitantes.
Em 2006, foi estimada uma população de 2356, um aumento de 22 (0.9%).

## Geografia
De acordo com o United States Census Bureau tem uma área de
3,8 km², dos quais 3,8 km² cobertos por terra e 0,0 km² cobertos por água. Seagraves localiza-se a aproximadamente 1022 m acima do nível do mar.

## Localidades na vizinhança
O diagrama seguinte representa as localidades num raio de 40 km ao redor de Seagraves.